# Karl Wilhelm Ramler
Karl Wilhelm Ramler (Kolberg, 25 febbraio 1725 – Berlino, 11 aprile 1798) è stato un poeta tedesco.

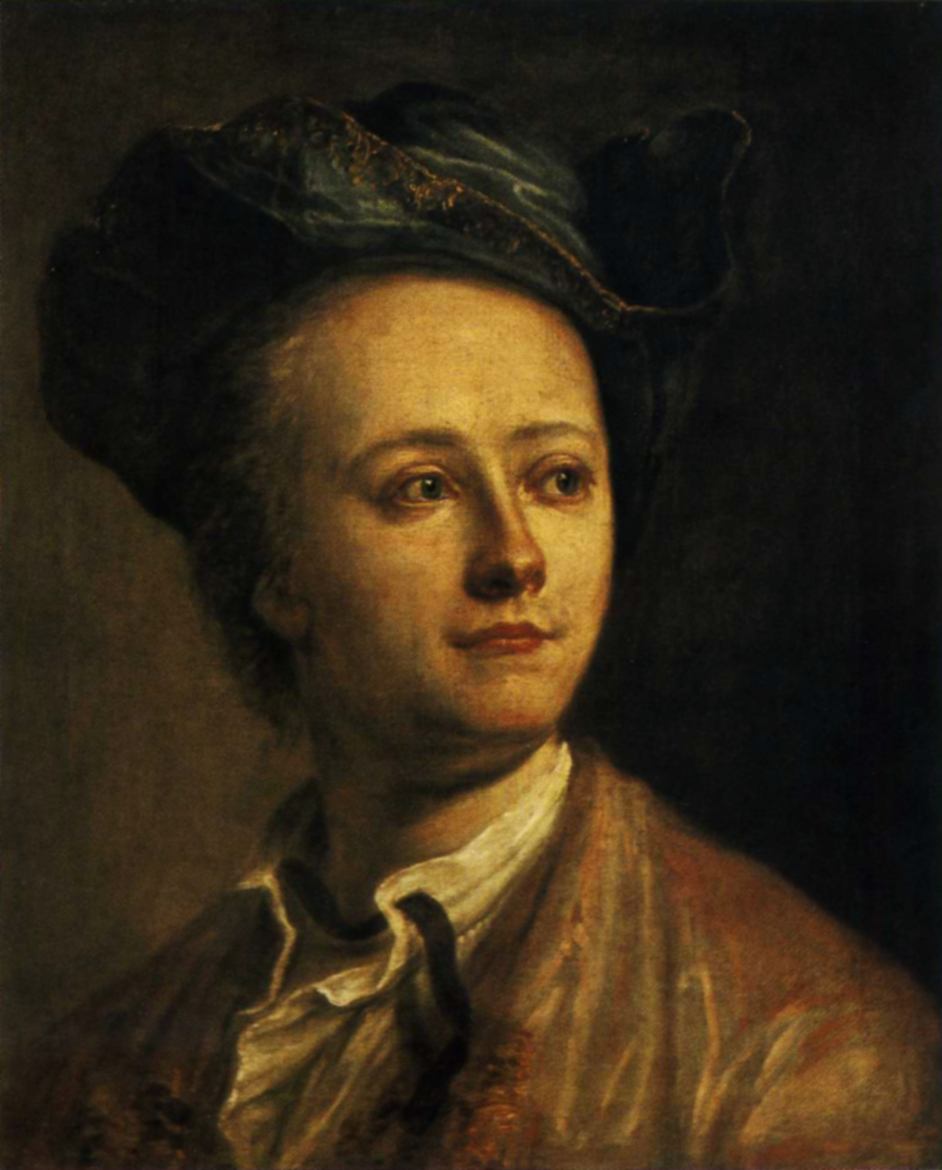
Ramler ritratto da Gottried Hempel nel 1749

Laureato all'Università di Halle, passò a Berlino dove, nel 1748, fu professore di logica e di letteratura. Dal 1786 diresse, dapprima con Johann Jakob Engel e dal 1790 da solo, il teatro reale di Berlino.
Appartenente alla cosiddetta «Scuola di Halle», che aveva per capofila Johann Wilhelm Ludwig Gleim, Ramler fu considerato l'«Orazio prussiano» per l'imitazione delle odi oraziane nelle sue poesie patriottiche, in lode di Federico II, in cui utilizzò un superato repertorio poetico barocco. 

## Opere principali
- Critische Nachrichten aqus dem Reiche der Gelehrsamkeit (1751)
- Die Lieder der Deutschen (1766)
- Sammlung der besten Sinngedichte der deutschen Poeten (1766)
- Fabellese (1783-1790)
- Kurzgefasste Mythologie (1790)
- Poetische Werke (1802)